# Oh, Freedom
«О, свобода» (англ. Oh, Freedom)— афроамериканская песня о свободе после Гражданской войны. Её часто связывают с Движением за гражданские права, с Одеттой, которая записала её как часть «Духовной трилогии», в своём альбоме «Одетта поет баллады и блюз» и с Джоан Баэз, исполнившей эту песню на марше 1963 года в Вашингтоне. С тех пор Баэз много раз исполняла эту песню вживую, как во время своих концертов, так и на других мероприятиях. Песня была впервые записана в 1931 году семьей Э. Р. Нэнс как «Sweet Freedom».

## Текст песни
Песня уходит своими корнями в духовную песню «Before I’d Be a Slave», центральный припев которой:
О, какая проповедь! О, какая проповедь!
О, что проповедуешь надо мной, надо мной!
Прежде чем я стану рабом, меня похоронят в могиле,

И иди домой к моему Господу и будь спасен.
Затем это повторялось, причем первые две строки менялись при каждом повторении. современных записях этой песни используется тот же текст с небольшими вариациями фразировки и структуры; вариант «О, свобода» начинается со слов «О, свобода / О, свобода / О, свобода надо мной»
Некоторые версии включали стих, начинающийся со слов «Больше не томмин»," где глагол том является уничижительным термином, обозначающим крайнюю покорность некоторых чернокожих мужчин по отношению к белому человеку или белым людям. Происходит от вымышленного персонажа Гарриет Бичер-Стоу дяди Тома в ее романе 1852 года «Хижина дяди Тома». Эти стихи не были частью оригинальной композиции, а вместо этого были добавлены к традиции импровизации в афроамериканской музыке.
Точно так же во время президентской кампании 1964 года активисты за гражданские права, выступавшие против кандидатуры Барри Голдуотера, изменили слова на «И прежде чем я стану рабом / Я увижу Барри в его могиле / И пойду бороться за свои права и буду свободен."